# Tomazina
Tomazina este un oraș în Paraná (PR), Brazilia.